# Kletterweltcup 2020
Der Kletterweltcup 2020 sollte ursprünglich mit dem Boulder-Wettbewerb in Meiringen (Schweiz) am 3. April 2020 beginnen und mit dem Lead- und Speed-Wettbewerb in Xiamen (China) am 11. Oktober 2020 enden. Die 32. Saison des Weltcups war jedoch massiv durch die Einschränkungen im Zug der COVID-19-Pandemie geprägt, wodurch schlussendlich nur ein einziger Wettbewerb im Lead in Briançon (Frankreich) ausgetragen werden konnte. Infolgedessen wurden keine Gesamtweltcupsieger gekürt. Auch die Premiere des Sportkletterns bei den Olympischen Spielen 2020 musste auf das kommende Jahr verschoben werden.

## Geplante Wettbewerbe
Im geplanten Weltcupkalender sollten 18 Wettbewerbe an zwölf Stationen ausgetragen werden. Für die Olympischen Spiele 2020 Anfang August sollte die Saison unterbrochen werden.
| №  | Datum                        | Ort            | Disziplin | Disziplin | Disziplin |
| №  | Datum                        | Ort            | Lead      | Boulder   | Speed     |
| -- | ---------------------------- | -------------- | --------- | --------- | --------- |
| 01 | 03.04. – 04.04.2020          | Meiringen      |           | X         |           |
| 02 | 18.04. – 19.04.2020          | Wujiang        |           | X         |           |
| 03 | 22.04.2020                   | Chongqing      |           |           | X         |
| 04 | 08.05. – 10.05.2020          | Seoul          |           | X         | X         |
| 05 | 23.05. – 24.05.2020          | München        |           | X         |           |
| 06 | 13.06. – 15.06.2020          | Salt Lake City |           | X         | X         |
| 07 | 23.06. – 27.06.2020          | Innsbruck      | X         | X         |           |
| 08 | 02.07. – 04.07.2020          | Villars        | X         |           | X         |
| 09 | 11.07. – 13.07.2020          | Chamonix       | X         |           | X         |
| 10 | 18.07. – 19.07.2020          | Briançon       | X         |           |           |
|    | Olympische Sommerspiele 2020 |                |           |           |           |
| 11 | 25.09. – 26.09.2020          | Ljubljana      | X         |           |           |
| 12 | 09.10.–11.10.2020            | Xiamen         | X         |           | X         |

Nachdem die Weltcup Stationen nach und nach durch die Restriktionen in Zusammenhang mit der COVID-19-Pandemie abgesagt werden mussten, veröffentlichte die IFSC im Juni 2020 einen adaptierten Kalender, welcher sechs Orte und zwölf Wettbewerbe umfassen sollte. Außerdem wurde bekannt gegeben, dass in dieser Saison keine Weltcupgesamtsieger gekürt und die Wettkämpfe keinen Einfluss auf die Weltrangliste haben werden. Letztlich konnte nur ein Weltcup im Lead in Briançon (Frankreich) ausgetragen werden. Die Wettbewerbe in Salt Lake City (USA), Seoul (Südkorea) und China mussten erneut wegen der Pandemie-Einschränkungen abgesagt werden.
| № | Datum               | Ort            | Disziplin | Disziplin | Disziplin |
| № | Datum               | Ort            | Lead      | Boulder   | Speed     |
| - | ------------------- | -------------- | --------- | --------- | --------- |
| 1 | 21.08. – 22.08.2020 | Briançon       | X         |           |           |
| 2 | 11.09. – 13.09.2020 | Salt Lake City |           | X         | X         |
| 3 | 07.10. – 11.10.2020 | Seoul          | X         | X         | X         |
| 4 | 23.10. – 25.10.2020 | Chongqing      |           | X         | X         |
| 5 | 30.10. – 01.11.2020 | Wujiang        |           | X         | X         |
| 6 | 04.12. – 06.12.2020 | Xiamen         | X         |           | X         |

## Podestplatzierungen Männer

### Lead
| Datum               | Ort      | 1. Platz   | 2. Platz     | 3. Platz       |
| ------------------- | -------- | ---------- | ------------ | -------------- |
| 21.08. – 22.08.2020 | Briançon | Adam Ondra | Domen Skofic | Jakob Schubert |

## Podestplatzierungen Frauen

### Lead
| Datum               | Ort      | 1. Platz     | 2. Platz       | 3. Platz     |
| ------------------- | -------- | ------------ | -------------- | ------------ |
| 21.08. – 22.08.2020 | Briançon | Laura Rogora | Janja Garnbret | Fanny Gibert |